# 科德洛塔山
科德洛塔山是冰島的火山，位於該國東部，海拔高度1,177米，直徑6至7公里，中央的火山口直徑150米、深60至70米，山頂的破火山口直徑800米、深20至39米。
65°13′N 16°33′W / 65.217°N 16.550°W